# Helsingborgs IF
O Helsingborgs Idrottsförening, vulgarmente conhecido como Helsingborgs IF ou simplesmente HIF ( PRONÚNCIA SUECA) é um clube de futebol da Suécia, sediado na cidade de Helsingborg no sul do país.

As cores do clube são: camisola (br: camiseta) vermelha e calção azul.

Disputa os seus jogos em casa no estádio  Olympia, com capacidade para 16 000 pessoas.

O clube foi fundado em 1907.

Participou pela primeira vez no Campeonato Sueco de Futebol (Allsvenskan) em 1924/25.                          

Foi campeão da Suécia por 5 vezes - 1932/33, 1933/34,1940/41, 1999, 2011.

Atualmente (2023) disputa o Superettan, a segunda divisão de futebol da Suécia.                                

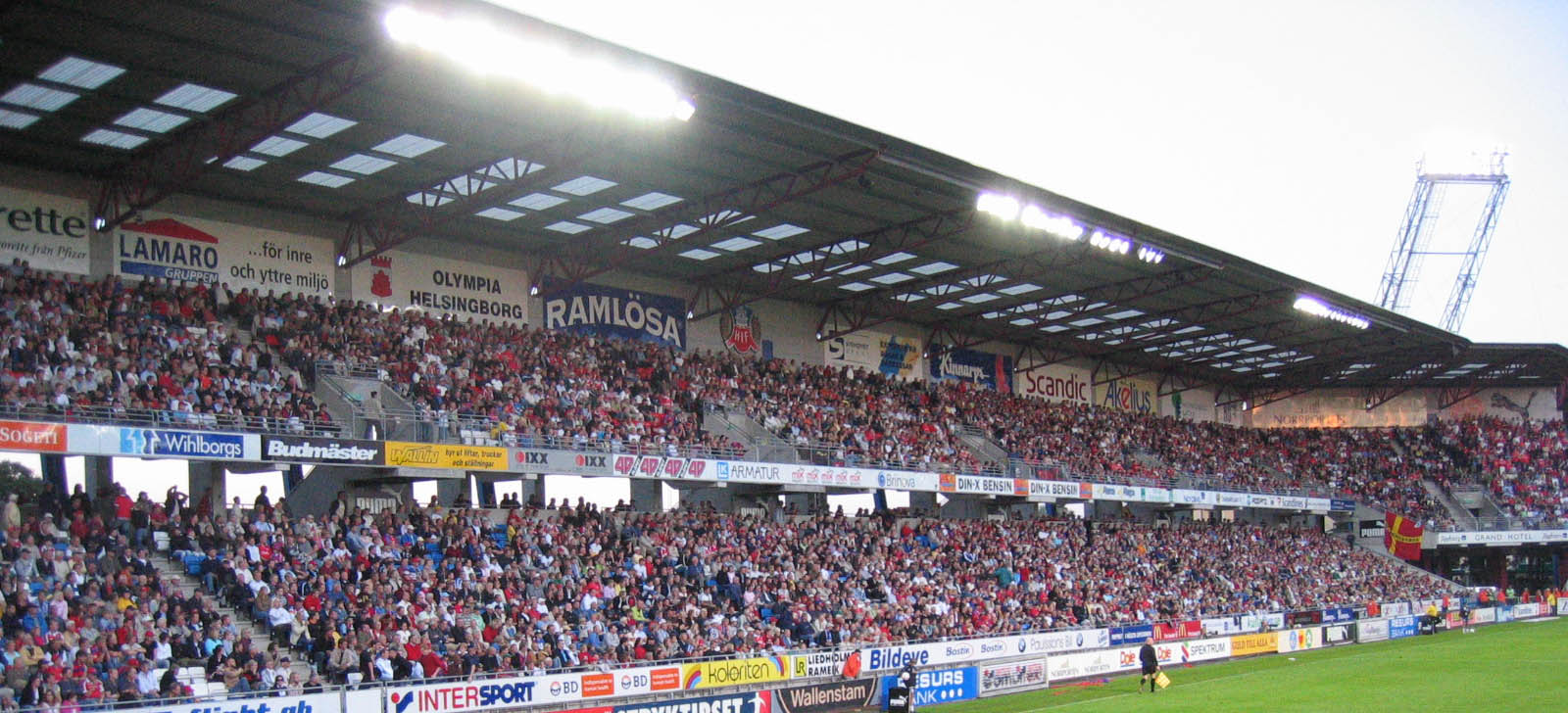
O estádio Olympia
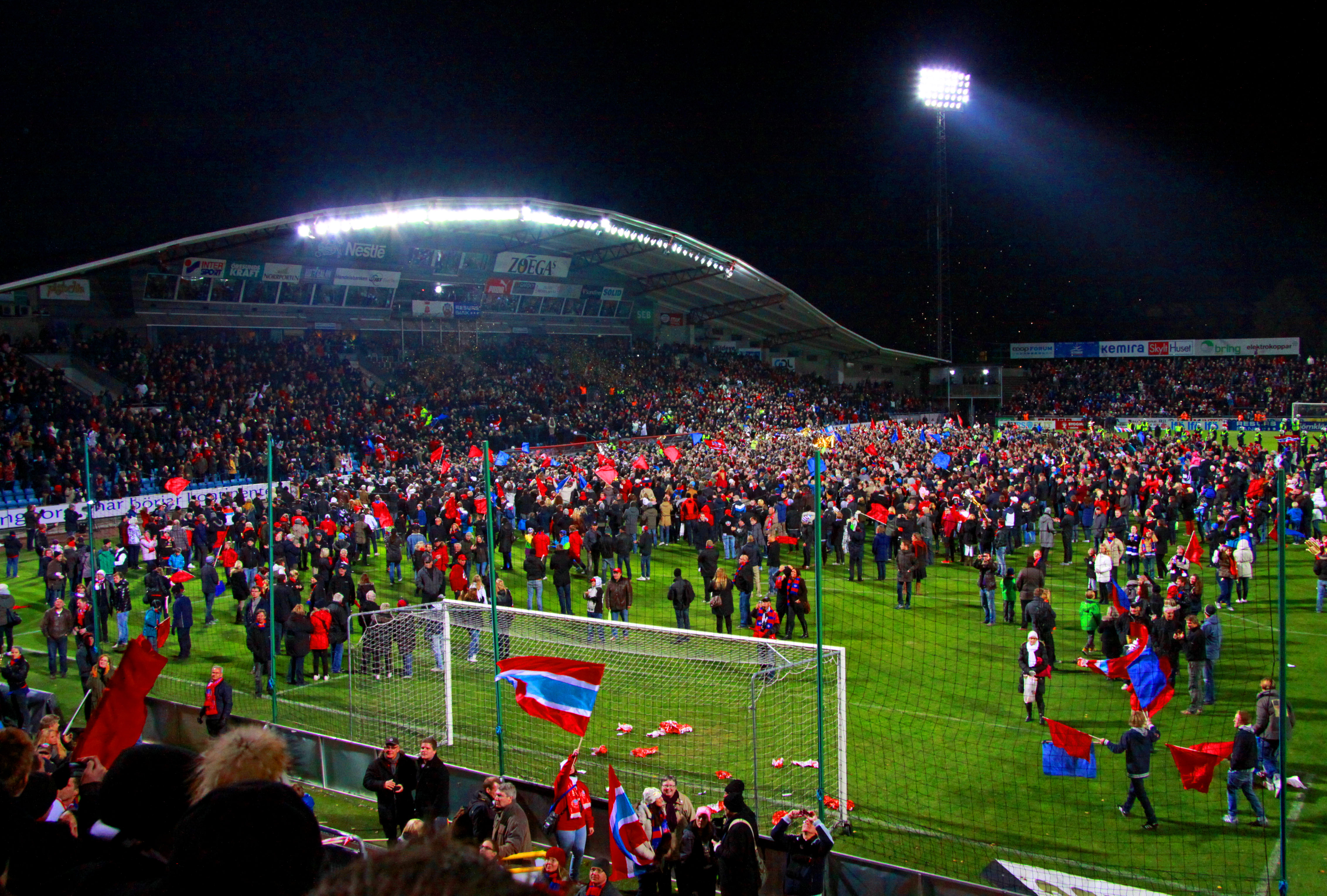
Festejando a vitória no campeonato sueco de 2011
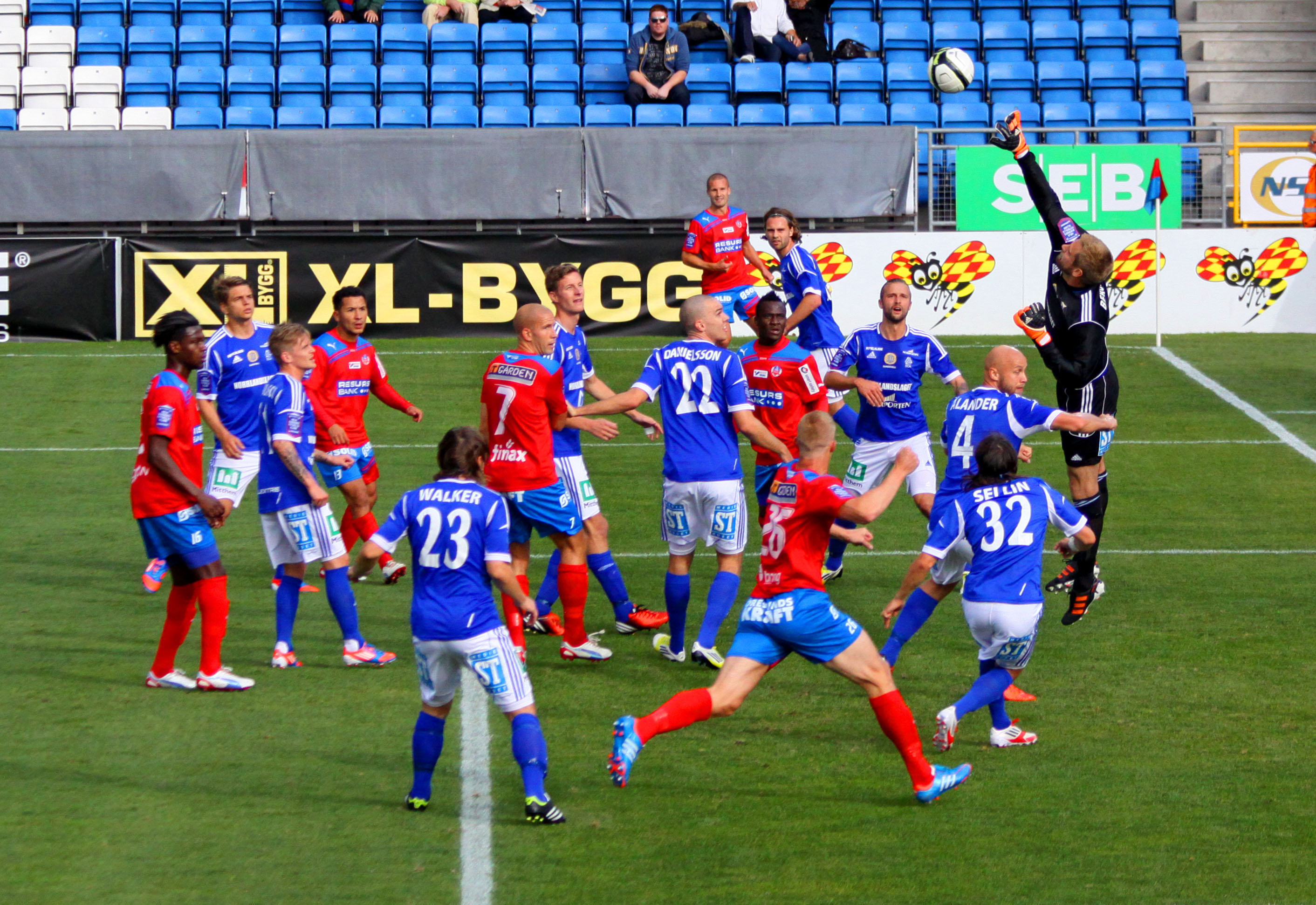
O jogo Helsingborgs IF-GIF Sundsvall em 2012